# Christopher Lawford
Christopher Kennedy Lawford (29 de marzo de 1955 - 4 de septiembre de 2018) fue un autor, actor y activista estadounidense. Era miembro de la prominente familia Kennedy, e hijo del actor inglés Peter Lawford y Patricia "Pat" Kennedy Lawford, quien era hermana del presidente John F. Kennedy . Se graduó en la Universidad de Tufts en 1977 y obtuvo un título de Juris Doctor en el Boston College en 1983. Posteriormente obtuvo una maestría en Psicología Clínica de la Universidad de Harvard y fue profesor sobre adicción a las drogas.
Después de luchar contra la adicción durante 17 años, se convirtió en actor y actuó en varias películas y programas de televisión durante más de 20 años. Escribió varios libros, basados en su propia experiencia, sobre la adicción y la recuperación. También viajó por Estados Unidos hablando de sus experiencias con la adicción durante 20 años y fue activista de salud pública, trabajando con organizaciones como la Organización Mundial de la Salud (OMS) y las Naciones Unidas (ONU), y para el gobierno federal de Estados Unidos.

## Primeros años y educación
Lawford nació el 29 de marzo de 1955 en el Saint John's Health Center en Santa Mónica, California. Le pusieron el nombre de San Cristóbal y porque a su madre le gustaba el nombre. Era el hijo mayor y único hijo del actor y miembro de "Rat Pack" Peter Lawford (1923-1984) y Patricia "Pat" Kennedy Lawford (1924-2006), hermana del presidente John F. Kennedy. Sus tres hermanas menores fueron Sydney Lawford McKelvy (nacida en 1956), Victoria Pender (nacida en 1958) y Robin Lawford (nacida en 1961). Lawford se describió a sí mismo como un "Kennedy de segunda fila" porque no recibía tanta atención como sus primos. Sus padres se divorciaron en 1966; Patricia Lawford se mudó de California a la ciudad de Nueva York con su hijo e hijas.
Antes del divorcio de sus padres, Lawford asistió a la escuela primaria St. Martin of Tours en Los Ángeles, donde a la edad de 8 años le informaron sobre el asesinato de su tío John F. Kennedy. Después de mudarse a la ciudad de Nueva York con su madre, asistió a la Middlesex School, una escuela preparatoria en Concord, Massachusetts. Se graduó de la Universidad de Tufts en 1977 y obtuvo un título de doctor en Derecho de la Facultad de Derecho de Boston College en 1983. Posteriormente obtuvo una maestría en Psicología Clínica de la Universidad de Harvard y dio conferencias sobre adicción a las drogas en Harvard, la Universidad de Columbia y otras universidades.

### Cuestiones legales y de drogas
En 1969, un año después del asesinato de su tío Robert F. Kennedy, cuando Lawford tenía 14 años, sus compañeros de la escuela le presentaron el LSD. Fue adicto al alcohol, la cocaína, los estimulantes, los tranquilizantes y "cualquier otra droga que pudiera comprar" durante los siguientes 17 años. Durante ese tiempo, estuvo "entrando y saliendo de hospitales y arrestado tres veces", incluso en 1980, por hacerse pasar por un médico en Aspen, Colorado, para comprar medicamentos recetados. Los cargos fueron retirados más tarde cuando Lawford completó su libertad condicional. En 2000, a Lawford le diagnosticaron hepatitis C, que contrajo debido a sus años de consumo de drogas.
Lawford asistió brevemente a la Facultad de Derecho de Fordham, pero la abandonó después de unos meses debido a su dependencia de la heroína. En abril de 1984, el mismo año en que murió su padre Peter Lawford a la edad de 61 años, después de años de abuso de alcohol y drogas, murió el primo y mejor amigo de Lawford, David Kennedy, y el tercer hijo mayor de Robert Kennedy, quien también luchó contra problemas de abuso de sustancias. de una sobredosis de drogas a la edad de 28 años. La muerte de David llevó a Lawford a buscar ayuda profesional para sus problemas. En 1986, a la edad de 30 años, Lawford ingresó a rehabilitación y recibió tratamiento por su adicción a las drogas. Lawford permaneció limpio y sobrio hasta su muerte en 2018.

## Carrera

### Actor
Lawford decidió convertirse, como su padre, en actor a mediados de la década de 1980, después de darse cuenta de que la carrera de abogado no le convenía. Actuó en comerciales en Boston durante dos años, y luego él y su esposa se mudaron al sur de California en 1988 para poder seguir una carrera como actor. Trabajó en cine y televisión durante más de 20 años. Sus créditos como actor incluyeron la comedia Frasier y el drama The O. C. En 2003, tuvo un breve paso por la serie General Hospital, pero fue más conocido por interpretar a Philip “Charlie” Brent, Jr. en All My Children de 1992 a 1995.
Lawford tuvo pequeños papeles en películas como La casa Rusia, un thriller de espías de 1990 coprotagonizado por Michelle Pfeiffer y Sean Connery, y la película de música rock de 1991 The Doors, que fue dirigida por Oliver Stone. Lawford interpretó a un oficial de la Marina en la película de 2000 Trece días, un drama sobre la crisis de los misiles de Cuba de 1962. En 1997, Lawford tuvo un papel en la comedia independiente Kiss Me Guido como el amante gay del personaje principal. También tuvo un pequeño papel en Terminator 3: la rebelión de las máquinas, coprotagonizada por Arnold Schwarzenegger, quien dirigió a Lawford en un episodio de 1990 de la serie antológica de HBO Tales from the Crypt ("The Switch") y estaba casado con la prima de Lawford, Maria Shriver en ese momento. En 2005, Lawford apareció en la película de carreras de motos The World's Fastest Indian, coprotagonizada por Anthony Hopkins.

### Escritor

Portada del primer libro de Lawford, Symptoms of Withdrawal (2005), con una foto de Lawford a la edad de 5 años, con su tío, el presidente John F. Kennedy.

Lawford escribió varios libros "que describían sus esfuerzos por recuperarse de la adicción a las drogas". En 2005, publicó sus memorias, Symptoms of Withdrawal, en las que relata décadas de "vivir mejor a través de la química". En 2009, escribió Moments of Clarity, una recopilación de recuerdos en primera persona de adictos famosos, incluidos Ed Begley, Jr., Alec Baldwin, Buzz Aldrin, Richard Dreyfuss, Martin Sheen, Judy Collins y el músico y prisionero federal Dejuan Verrett. El libro fue dedicado al primo de Lawford, David Kennedy, y otro primo, Patrick J. Kennedy, escribió la introducción. Lawford le dijo a la entrevistadora Connie Martinson que aunque escribir Moments of Clarity era "difícil" y no quería hacerlo, el libro estaba "destinado a suceder".
En 2013, Lawford publicó Recover to Live: Kick Any Habit, Manage Any Addiction, en el que entrevistó a 100 especialistas en adicciones y describió tratamientos para la dependencia del alcohol y las drogas, el juego, el sexo y la pornografía, los trastornos alimentarios, el tabaquismo y el acaparamiento. En 2014, publicó What Addicts Know: 10 Lessons From Recovery To Benefit Everyone; el Dr. Drew Pinsky escribió el prólogo. El último libro de Lawford sobre adicción y recuperación fue When Your Partner Has an Addiction de 2016, "un manual de instrucciones para personas que quieren permanecer con sus parejas adictas", del que fue coautor con la psicoterapeuta Beverly Engel.
Lawford también escribió un libro sobre cómo tratar la hepatitis C, llamado Healing Hepatitis C, que coescribió con Diana Sylvestre en 2009.

### Activismo
Lawford viajó por Estados Unidos hablando de sus experiencias con la adicción durante 20 años. Fue un activista de salud pública y trabajó con la Organización Mundial de la Salud (OMS), la Oficina de la Política Nacional para el Control de Drogas y el Centro Canadiense sobre Abuso de Sustancias, y fue consultor de defensa pública de Caron Treatment Centers, una organización que dirigió programas de tratamiento. En 2001, Lawford fundó y fue director ejecutivo de Global Recovery Initiative, una organización sin fines de lucro que "busca eliminar barreras y brindar oportunidades a las personas en recuperación".
Lawford también trabajó con la Organización de las Naciones Unidas (ONU). En marzo de 2010, viajó a Ucrania en nombre de la ONU para participar en una discusión con funcionarios de salud y defensores sobre "cuestiones relacionadas con la prevención de la hepatitis C (Hep C) en Ucrania", y para crear conciencia. En 2011, fue nombrado Embajador de buena voluntad para el Tratamiento y Atención de la Drogodependencia, en 2012 participó en una campaña contra el consumo de opiáceos en Afganistán y sirvió en la Oficina de las Naciones Unidas contra la Droga y el Delito. Su primo, el ex congresista de Rhode Island Patrick J. Kennedy, dijo sobre Lawford: "Chris era una de esas personas que tenía una manera de contar historias que elevaba las percepciones y los juicios de la gente sobre quienes sufren la enfermedad de la adicción".

## Vida personal

### Matrimonios e hijos
Lawford estuvo casado y divorciado tres veces. Tuvo tres hijos, David Christopher Kennedy Lawford (llamado así por su primo David Kennedy), Savannah Rose Lawford y Matthew Peter Valentine Lawford con su primera esposa Jeannie Olsson, asistente de ventas de publicidad de New York Magazine. Se divorciaron en 2000. En 2005 se casó con la actriz rusa Lana Antonova; se divorciaron en 2009. En 2014, Lawford se casó con la instructora de yoga Mercedes Miller en Hawái. En el momento de su muerte en 2018, había estado en una relación con su novia Kyla Resch desde agosto de 2017.

### Muerte
El 4 de septiembre de 2018, después de experimentar una emergencia médica mientras estaba en un estudio de yoga, Lawford murió de un ataque cardíaco en Vancouver, Columbia Británica. En ese momento, vivía con su novia en Vancouver, donde estaba trabajando para abrir un centro de recuperación. Patrick Kennedy le dijo a Associated Press que Lawford había estado haciendo "yoga caliente, lo cual hacía a menudo, pero el esfuerzo 'debe haber sido demasiado para él en ese momento'". Los primos de Lawford, Maria Shriver, Patrick Kennedy y Kerry Kennedy, acudieron a Twitter después de su muerte, honrando el trabajo de Lawford en la recuperación de adicciones.

## Filmografía

### Películas
| Año  | Título                                    | Role                      | Notas                         |
| ---- | ----------------------------------------- | ------------------------- | ----------------------------- |
| 1988 | The Suicide Club                          | Novio                     |                               |
| 1988 | Mr. North                                 | Michael Patrick Ennis III |                               |
| 1988 | Spellbinder                               | Phil                      |                               |
| 1990 | Impulse                                   | Steve                     |                               |
| 1990 | La casa Rusia                             | Larry                     |                               |
| 1991 | Run                                       | Martins                   |                               |
| 1991 | The Doors                                 | Periodista de Nueva York  |                               |
| 1993 | Jack the Bear                             | Vince Buccini             |                               |
| 1994 | Blankman                                  | Mayor Marvin Harris       |                               |
| 1995 | Drunks                                    | Rich                      |                               |
| 1997 | Kiss Me, Guido                            | Dakota                    | Productor ejecutivo           |
| 1997 | Fool's Paradise                           | Senador Brill             |                               |
| 1998 | Dead Broke                                | Joshua                    |                               |
| 1998 | Not Even the Trees                        |                           |                               |
| 1998 | Ask for Becky Whiteworth                  |                           |                               |
| 1999 | The Confession                            | Elliott Cunningham        |                               |
| 1999 | The Waiting Game                          | Director de L.A.          | Acreditado como Chris Lawford |
| 1999 | The Sex Monster                           | Dave Pembroke             |                               |
| 2000 | R2PC: Road to Park City                   | Christoper Lawford        |                               |
| 2000 | Chump Change                              | Ejecutivo de estudio #1   |                               |
| 2000 | El sexto día                              | Teniente de policía       |                               |
| 2000 | Trece días                                | Comandante William Ecker  |                               |
| 2001 | Fourplay                                  | Davis                     |                               |
| 2001 | Red Zone                                  |                           |                               |
| 2001 | Exit Wounds                               | El vicepresidente         |                               |
| 2002 | Hitters                                   | Cassidey                  |                               |
| 2003 | Terminator 3: la rebelión de las máquinas | Asistente de Brewster     | Acreditado como Chris Lawford |
| 2005 | The World's Fastest Indian                | Jim Moffet                | Acreditado como Chris Lawford |
| 2007 | Slipstream                                | Lars                      |                               |
| 2008 | Eavesdrop                                 | Claude                    | Papel final en una película   |

### Televisión
| Año       | Título                | Role                         | Notas                                                  |
| --------- | --------------------- | ---------------------------- | ------------------------------------------------------ |
| 1990      | Exile                 |                              | The Magical World of Disney, Temporada 34, episodio 13 |
| 1990      | Tales from the Crypt  | Gerente                      | "The Switch"                                           |
| 1990      | Midnight Caller       | Richard Clark                | 2 episodios                                            |
| 1991      | Silk Stalkings        | Chick Westfall               | 1 episodio                                             |
| 1992-1996 | Silk Stalkings        | Charlie Brent                | Episodios desconocidos                                 |
| 1996      | The Abduction         | Dan Solano                   | Película de televisión                                 |
| 1998      | Witness to the Mob    | Fiscal John Gleeson          | Película de televisión                                 |
| 1999      | Chicago Hope          |                              | 1 episodio                                             |
| 1999      | María, madre de Jesús | Reuben                       | Película de televisión                                 |
| 2001      | 100 Centre Street     | Rich                         |                                                        |
| 2001      | Walking Shadow        | Jimmy Christopholous         | Película de televisión                                 |
| 2002      | Counterstrike         | Vicepresidente Chet Ridgeway | Película de televisión                                 |
| 2003      | General Hospital      | Senador Jordan               |                                                        |
| 2003      | Frasier               | Bill                         | 1 episodio                                             |
| 2005      | The O. C.             | Ross                         | 1 episodio                                             |